# Banat (Călătoria)
Banat. Călătoria este un film românesc din 2015 regizat de Adriano Valerio. Rolurile principale au fost interpretate de actorii Edoardo Gabbriellini, Elena Radonicich, Ștefan Velniciuc.

## Distribuție
Distribuția filmului este alcătuită din:
- Ovanes Torosian — Christian
- Ștefan Velniciuc — Ion
- Piera Degli Esposti — Doamna Nitti
- Edoardo Gabbriellini — Ivo
- Elena Radonicich — Clara